# 克里斯泰斯-保利斯塔
克里斯泰斯-保利斯塔是巴西圣保罗州的一个市镇。总面积385.46平方公里，总人口7005人，人口密度18.2人/平方公里。